# تود ميلر (لاعب كرة قدم)
تود ميلر (بالإنجليزية: Todd Miller) هو لاعب كرة قدم بريطاني في مركز نصف الجناح، ولد في 1 أكتوبر 2002. لعب مع كولتشستر يونايتد.